# IHeartRadio Fiesta Latina
iHeartRadio Fiesta Latina è un festival di musica sponsorizzato da iHeartRadio. L'edizione inaugurale si è svolta  il 22 novembre 2014 al The Forum di Inglewood, in California, vicino a Los Angeles. È stato prodotto in collaborazione con Live Nation Entertainment. Il festival è uno spin-off del festival di grande successo iHeartRadio Music Festival, dedicato alla musica latina.
Ha dichiarato John Sykes, presidente della Entertainment Enterprises di iHeartMedia.

## Evento 2014

### Partecipanti
- Ricky Martin[2]
- Pitbull[3]
- Daddy Yankee[2]
- Prince Royce[2]
- Roberto Tapia[2]
- Alejandra Guzmán[2]
- La Original Banda el Limón feat. Voz a Voz[2]
- Jesse & Joy[2]
- J Balvin
- Becky G [4]

## Evento 2015
Il 13 maggio 2015 IHeartMedia ha annunciato che l'evento 2015 si terrà il 7 novembre 2015 presso l'American Airlines Arena a Miami e sarà trasmessa in diretta su Yahoo! Live e IHeartMedia, un festival basato su musica pop spagnola, musica tropicale.